# Henriette Grahnert
Henriette Grahnert (* 1977 in Dresden) ist eine deutsche Malerin.

## Leben
Henriette Grahnert absolvierte von 1997 bis 2004 ein Studium der Malerei an der Hochschule für Grafik und Buchkunst Leipzig bei Arno Rink mit Diplom. 2001 begann sie ein Auslandsstudium an der Glasgow School of Art.
Henriette Grahnert lebt und arbeitet in Leipzig.

## Einzelausstellungen
- 2022: Henriette Grahnert – Abstrakt in Disko[1], Leonhardi-Museum
- 2016: Henriette Grahnert. Manchmal erscheinst du mir sehr abstrakt, Kunsthalle Nürnberg
- 2011: Downside up and outside in – Eine Gebrauchsanweisung war nicht dabei, Kunstverein Rosenheim
- 2010: Forum Profanum, Galerie Kleindienst, Leipzig
- 2008: Schön getrunken, Preisverleihung Ernst-Barlach-Preis, Stadtgalerie Schwaz
- 2008: Es ist einfach nicht einfach, Museum der bildenden Künste Leipzig[2]
- 2008: Sutton Lane, London
- 2007: Henriette Grahnert, Mead Gallery, Warwick Arts Centre, Coventry
- 2006: Doch nicht, Galerie Kleindienst, Leipzig
- 2005: Sutton Lane, London
- 2004: Knacken in der Luft, Galerie Kleindienst, Leipzig
- 2000: Utopisch wink, Hobbyshop, Leipzig

## Stipendien / Preise
- 2015 Marianne Defet Malerei Stipendium, Nürnberg
- 2012 Stipendiatin am Centro Tedesco di Studi Veneziani
- 2009 Einjähriges Stipendium an der Deutschen Akademie Rom Villa Massimo
- 2008 Ernst Barlach Preis 2008
- 2008 Kunstpreis der Sachsen Bank
- 2006 Arbeitsstipendium der Stiftung Kunstfonds Bonn
- 2006 Dorothea von Stetten Kunstpreis, Kunstmuseum Bonn
- 2005 Woldemar-Winkler-Förderpreis der Sparkasse Gütersloh